# Rajgarh (Ćhattisgarh)
Rajgarh (hindi रायगढ, trl. Rāygaṛh) – miasto w środkowo-wschodnich Indiach, w północno-wschodniej części stanu Ćhattisgarh, w dystrykcie Rajgarh, około 190 km w linii prostej na północny wschód od stolicy stanu – Rajpuru.
W 2011 było siódmym pod względem liczby ludności miastem w stanie, najludniejszym w dystrykcie. Zamieszkiwało je 137 126 osób, co stanowiło ok. 9,2% ludności dystryktu. Mężczyźni stanowili 51,2% populacji, kobiety 48,8%. Umiejętność pisania posiadało 87,02% mieszkańców w przedziale od siedmiu lat wzwyż, przy czym odsetek ten był wyższy u mężczyzn – 93,18%. Wśród kobiet wynosił 80,60%. Dzieci do lat sześciu stanowiły 12,4% ogółu mieszkańców miasta. W strukturze wyznaniowej przeważali hinduiści – 90,20%. Islam deklarowało 5,50%; 2,99% liczyła społeczność chrześcijan, 0,85% sikhów, 0,19% dźinistów, 0,19% buddystów. Około 40,2% mieszkańców miasta i terenów bezpośrednio do niego przylegających (Out Growths) żyło w slumsach.